# Carlo Emanuele Lanzavecchia
Carlo Emanuele Lanzavecchia (Torino, 6 marzo 1983) è un autore di giochi italiano.

## Biografia
Appassionato di giochi fino dalla tenera età, a 14 anni decide di collezionare giochi in scatola.
La sua collezione di giochi in scatola conta più di 1100 titoli che spaziano dal 1910 al 2000; si concentra soprattutto sui giochi televisivi che vanno da Lascia o Raddoppia fino a Chi vuol essere Milionario. In diverse occasioni pezzi della sua collezione sono stati usati per mostre ed esposizioni.

## Carriera
Dal 2007 inizia la sua attività amatoriale di game design, creando i primi prototipi e partecipando nel 2010 al premio Archimede per i giochi inediti, piazzandosi in seconda posizione tra i giochi di carte.
Nel 2011 la passione diventa quasi una professione quando pubblica il suo primo gioco Wer Weiss Mehr. Nello stesso anno durante il viaggio alla fiera del giocattolo nasce il sodalizio con Walter Obert con cui pubblicherà diversi giochi per bambini e ricevendo diversi riconoscimenti internazionali.
Negli anni si specializza nella creazione di giochi per bambini e per famiglie che lo porta a collaborare con diverse case editrici internazionali tra cui Drei Magier e Haba pubblicando con loro diversi giochi.
Nel 2014 è il primo italiano a vincere il Deutscher Kinderspiele Preis con il gioco Feuerdrachen (Draghi lingua di fuoco) edito da Haba.
Assieme a Walter Obert cura dal 2017 la nuova linea di giochi da tavolo per l'editore francese Janod, leader del giocattolo in legno; il loro gioco Acrobat vince il premio Best Product for Families in USA.
Nel 2019 inventa l'operazione di gamification "Nutella Gemella" per Ferrero; in tutta italia vengono venduti 3,4 milioni di vasetti tutti graficamente diversi ed ogni vasetto ha una sola gemella in colore e grafica. L'operazione è durata da Ottobre 2020 ad inizio Novembre 2020, a fine operazione si sono registrati più di 300 coppie che si sono trovate attraverso il portale. 
L'operazione promozionale è stata premiata con il Grand Effie all’edizione 2020 degli Effie Awards.
Collabora dal 2011 con il blog "Giochi sul Nostro Tavolo" per il quale cura la parte di giochi "vetust", termine coniato dall'autore per indicare giochi datati ma che hanno ancora qualcosa da offrire, firmando gli articoli con lo pseudonimo di Mago Charlie.

## Ludografia
- Wer weiss mehr und traut sich auch?, SpielSpass, 2011
- Die verzauberten Rumpelriesen (Il sonno magico dei giganti fracassoni), Drei Magier, 2013 - con Walter Obert
- ThematiK, Cocktail Games, 2013
- Feuerdrachen (Draghi lingua di fuoco), Haba, 2013
- Die geheimnisvolle Drachenhöhle, Drei Magier, 2015 - con Walter Obert
- Bermuda, HUCH & Friends, 2015
- ZiuQ, Post Scriptum, 2016[10] - con Andrea Pisani
- Acrobat, Janod, 2017 - con Walter Obert
- Wagonimo, Janod, 2017 - con Walter Obert
- Team Wordz, Moses, 2018
- Yu-ca-tan, Moses, 2018
- Fantascatti Express, Giochi Uniti, 2019
- Piggy Story, Janod, 2019 - con Walter Obert
- Happy Bzzz, Janod, 2019 - con Walter Obert
- Captain Wonder Cape, HUCH & Friends, 2020 - con Walter Obert
- SaltaLettera, Ludic, 2021
- Escape Math, Ludic, 2021
- Sequence X, Ludic, 2021
- Sette Sfide, Ludic, 2021
- Il Pranzo è Servito, Clementoni, 2021
- St@rt - Marco Montemagno, Clementoni, 2021
- Identikit, Ludic, 2022
- Il Pranzo è Servito - edizione Pocket, Clementoni, 2022
- Funny Lines, MJ Games - Oliphante, 2022
- Schwarmlichter (Scatti negli Abissi), Haba, 2023
- MusicalMente, Ludic, 2023
- Cléo Cartes, MegaBleu, 2023  - con Blob Game Factory
- Magic theater, Janod, 2024 - con Walter Obert
- Poulp Party, Janod, 2024 - con Walter Obert
- Magicaboo, Blue Orange, 2025 - con Blob Game Factory
- Stamps, Moses, 2025

## Riconoscimenti
| Edizione | Premio                       | Categoria                             | Gioco                                 | Risultato    |
| -------- | ---------------------------- | ------------------------------------- | ------------------------------------- | ------------ |
| 2013     | Graf Ludo                    | Best Children's Game Graphics Winner  | Die verzauberten Rumpelriesen         | Vincitore    |
| 2013     | Cocktail D'or                |                                       | Thematik                              | Vincitore    |
| 2014     | Deutscher Kinderspiele Preis | Deutscher Kinderspiele Preis          | Feuerdrachen (Draghi lingua di fuoco) | Vincitore    |
| 2014     | Spiel des Jahres             | Kinderspiel des Jahres                | Feuerdrachen (Draghi lingua di fuoco) | Raccomandato |
| 2014     | Spiel gut e.V.               |                                       | Feuerdrachen (Draghi lingua di fuoco) | Vincitore    |
| 2015     | Wiener Spiele Akademie       | Spiele Hit mit Freunden               | Bermuda                               | Vincitore    |
| 2016     | Spiel des Jahres             | Kinderspiel des Jahres                | Die Geheimnisvolle Drachenhöhle       | Raccomandato |
| 2017     | Hot Diggity Awards           | Best family and kids game of the year | Acrobat                               | Vincitore    |
| 2021     | Efesto Award                 | Miglior filler innovativo             | Captain Wonder Cape                   | Vincitore    |
| 2023     | Lernspiel des Jahres         |                                       | Schwarmlichter (Scatti negli Abissi)  | Vincitore    |